# Échelle chromatique
«  Gamme chromatique » redirige ici. Pour les autres significations, voir Gamme chromatique circulaire.
Pour les articles homonymes, voir Échelle.
En théorie de la musique, l’échelle chromatique, ou gamme chromatique, est une échelle musicale composée de douze degrés, séparés les uns des autres par un demi-ton.
Par rapport à l’échelle diatonique, elle est constituée des sept degrés plus cinq notes intermédiaires, obtenues par altérations. L'échelle chromatique est ainsi composée de 12 demi-tons, contrairement à l'échelle diatonique qui associe tons et demi-tons.

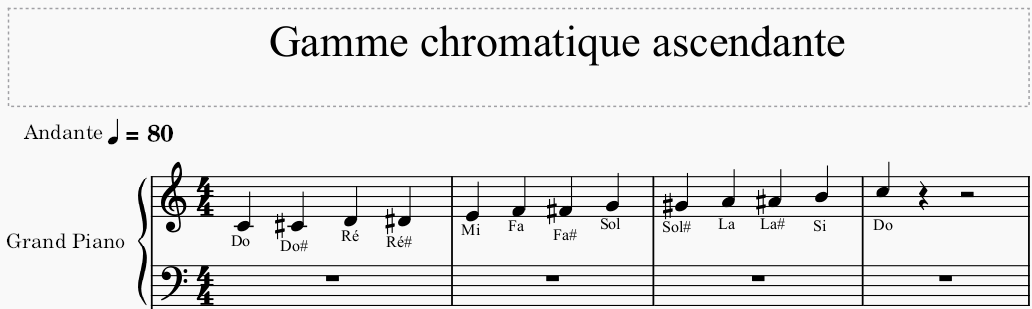
La gamme chromatique ascendante.

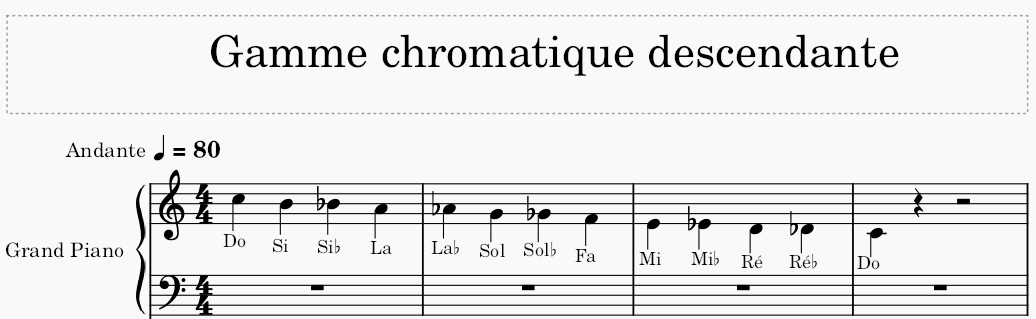
La gamme chromatique descendante.

## Structure
Au lieu d'utiliser la gamme tempérée, où les douze demi-tons sont tous de taille identique, on peut imaginer une gamme peu différente où on distinguerait deux espèces distinctes de demi-tons : les chromatiques et les diatoniques. Les demi-tons diatoniques sont d'ampleur inférieure aux chromatiques. La différence est appelée comma. Les dièses et bémols montent et descendent respectivement la note de base d'un demi-ton chromatique. En conséquence les notes enharmoniques ne sont plus identiques comme lorsqu'on utilise un tempérament égal : un sol bémol est plus bas qu'un fa dièse et en diffère d'un comma.
Voici par exemple un diagramme proposant une approximation du placement des demi-tons de la gamme pythagoricienne :

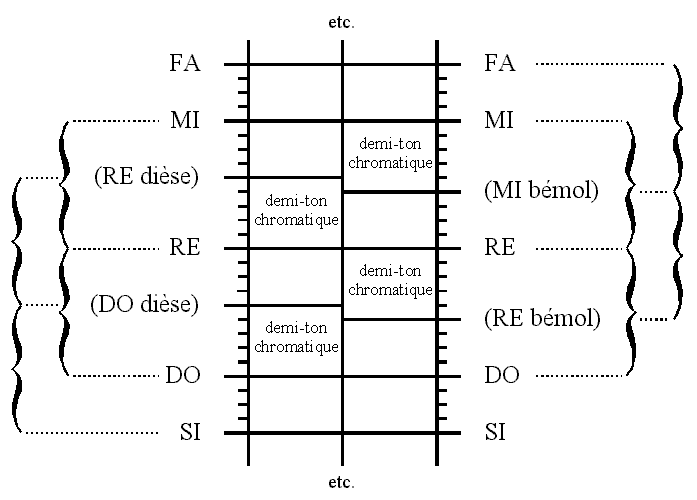
Les accolades indiquent les tons, les demi-tons diatoniques sont laissés en blanc ; les notes intermédiaires figurant entre parenthèses sont des notes altérées.

Notation de l'échelle chromatique — ascendante puis descendante — dans l'octave do-do, les demi-tons sont indiqués par la règle sous la portée :

## Simplification opérée par le tempérament égal
Le tempérament égal est une simplification conventionnelle de l'échelle musicale occidentale, consistant, dans le cas de notes très proches mais néanmoins différentes — théoriquement séparées par un comma —, à ne conserver qu'une note sur deux pour des raisons de commodité. Le tempérament est donc une tentative de compromis entre, d'une part, les exigences auditives, et d'autre part, les nécessités pratiques de certains instruments.
Dans la gamme chromatique, entre do et ré se trouvent deux notes intermédiaires : ré♭, et, un comma plus haut, do♯. Mais sur un instrument tempéré, on ne trouvera dans cet intervalle qu'une seule note intermédiaire (ré, do, ou une autre hauteur). À partir de la Renaissance, le tempérament, en économisant une note sur deux, a donc permis le développement de la technique et de la virtuosité instrumentales, notamment en ce qui concerne les instruments à clavier.
Le tempérament égal est une variété de tempérament qui s'est généralisée au cours du XVIIIe siècle, et qui consiste à diviser l'octave en 12 demi-tons rigoureusement égaux. C'est ainsi que dans ce système, le demi-ton vaut 4,416 commas — au lieu de 4, pour le demi-ton diatonique, et de 5, pour le demi-ton chromatique —, et le ton, 8,833 commas — au lieu de 9. Toutes les notes sont donc fausses sauf une — généralement, le la, point de départ de l'accord —, mais l'oreille s'est culturellement habituée à ce type d'accord et tolère l'échelle au tempérament égal, comme si celle-ci était l'échelle juste. L'avantage du tempérament égal est que, non content d'économiser une note sur deux sur l'instrument concerné, il permet en outre de jouer toutes les altérations possibles — jusqu'aux doubles dièses et aux doubles bémols —, dans le même morceau, sans avoir à modifier l'accord de l'instrument. Avec ce système, il est désormais possible de moduler ou de transposer dans n'importe laquelle des douze tonalités de l'échelle chromatique.
Les instruments de musique concernés par le tempérament sont les instruments à son fixe, appelés également instruments tempérés. Les autres instruments sont appelés instruments naturels.
1. Quelques exemples d'instruments naturels : les voix, certains instruments à cordes frottées, sans frettes — violon, alto, violoncelle, etc. —, certains instruments à vent — biniou, bombarde, trombone à coulisse, etc.
2. Quelques exemples d'instruments tempérés : les instruments à clavier — piano, orgue, clavecin, harmonium, accordéon, célesta, etc. —, certains instruments à cordes — guitare, mandoline, luth, harpe, viole, etc. —, les instruments à vent avec clés ou pistons — trompette, tuba, clarinette, hautbois, uilleann pipe, etc.
| L'échelle musicale au tempérament égal (échelle chromatique tempérée) | Le clavier du piano (exemple d'instrument tempéré) |
| Échelle musicale au tempérament égal                                  | Clavier du piano                                   |

Deux notes théoriquement séparées par un comma — par exemple, ré♭ et (un comma plus haut) do♯, ou encore, fa et (un comma plus haut) mi♯ — deviennent des notes enharmoniques ou encore, notes synonymes.
Lorsque des instruments tempérés jouent avec des instruments naturels, c'est le système du tempérament qui l'emporte : dans une sonate pour piano et violon par exemple, le violoniste va d'instinct, s'accorder sur le piano, et jouera de fait tempéré. Cependant, du point de vue de la notation, on continue de respecter l'orthographe d'une note, et l'on prend garde de ne pas confondre la nomenclature des notes enharmoniques. Par exemple, do♯ et ré♭ ont beau avoir la même hauteur sur un instrument à sons fixes, il convient de soigneusement les distinguer, parce qu'elles n'ont pas la même fonction.
D'un point de vue théorique, c'est la gamme pythagoricienne, divisée en 53 commas holdériens, qui doit demeurer la « gamme de référence », parce qu'elle justifie à la fois la théorie des altérations et la création des tonalités.

## Histoire
Les douze notes de l'échelle chromatique trouvent leur origine dans le cycle des quintes et l'accord pythagoricien.
Les travaux de Marin Mersenne ont cherché à trouver une progression naturelle entre les notes. Diderot a montré qu'à l'époque de Mersenne la gamme n'était pas chromatique.
L'échelle chromatique était en usage dans la musique tonale depuis la Renaissance, mais auparavant partiellement. Ainsi, Carlo Gesualdo l'utilisait spontanément, dans l'optique d'obtenir des effets harmoniques en dehors du mode initialement choisi. Au XIXe siècle, Franz Liszt a découvert, par hasard, l'élan chromatique. En effet, en rendant hommage à Jean Sébastien Bach, il a composé un motif B-A-C-H-B-A-C-H en notes allemandes (en notes françaises, si bémol - la - do - si - si bémol - la - do - si). Liszt et son gendre Richard Wagner en feront donc un usage intensif. Sous influence de Liszt, Charles Gounod a adopté le chromatisme en faveur de sa dernière œuvre, Requiem en do majeur. Au début du XXe siècle, elle sera adoptée par les compositeurs pratiquant le dodécaphonisme — Schönberg, Berg, Webern, etc. — ainsi que par le free jazz.